# Devon Larratt
Devon Larratt, né le 24 avril 1975 à Victoria en Colombie-Britannique, est un compétiteur de bras de fer  sportif professionnel canadien. Il a un tour de bras de 47 cm et un tour d’avant-bras de 42 cm.

## Palmarès
The armwresling archives rapport les résultats suivants :
Quadruple champion du monde (WAL) poids lourd au bras gauche (2014, 2015, 2016 et 2017) et double champion du monde (WAL) poids lourd au bras droit (2016 et 2017).
Vendetta :
2005
- défaite 1-3 contre Travis Bagent (BD)

2006
- victoire 3-1 contre Ron Bath (BD)
- défaite 4-2 contre Tarras Ivakin (BD)

2008
- victoire 6-0 contre John Brzenk (BD)
- victoire 6-0 contre Marcio Barboza (BG)

2010
- victoire 6-0 contre Richard Lupkes (BD)
- victoire 4-3 contre Don Underwood (BD)

2011
- victoire 4-2 contre Mickaël Todd (BD)
- égalité 3-3 contre Travis Bagent (BG)

2012
- victoire 5-1 contre Andrey Pushkar (BD)

2013
- victoire 3-0 contre Oleg Zhokh (BG)

2018
- victoire 3-2 contre Jerry Cadorette (BD)
- défaite 1-5 contre Dennis Cyplenkov (BG)

2019
- victoire 3-1 contre Dave Chaffee (BD)
- victoire 3-1 contre Wagner Bortolato (BG)

2021
- victoire 6-0 contre Michael Todd (BD)
- victoire 4-0 contre John Brzenk (BD)

2022
- défaite 0-6 contre Levan Saghinashvili (BD)

Entrainement
S'il est surnommé "No Limits", ce n'est pas par hasard. Devon Larratt est l'un des ferristes les plus endurant au monde. C'est très certainement dû à son entraînement. Il préconise de travailler les avants bras plusieurs fois par jour en faisant des séries longues (de 25 à 50 répétitions). Pour le champion canadien, les deux exercices les plus importants à l'entraînement sont :
- La flexion palmaire, qu'il pratique avec un tube de PVC de 75 mm de diamètre et une sangle pour lier le tube a la main. L'exercice consiste à rapprocher le bout des doigts à l'intérieur du poignet.
- La pronation, il s'agit de passer une ceinture autour du pouce puis de la faire passer dans le dos de la main. Une fois la ceinture lestée, l'objectif est de faire une rotation de la main dans l'axe de l'avant bras en partant paume vers le haut.

## Présence sur YouTube
Devon est le ferriste le plus actif et le plus populaire sur YouTube, avec plus de 1000 vidéos et presque 800 000 abonnés. Il a d'ailleurs fait plusieurs vidéo avec d'autres athlètes célèbres sur la plateforme de vidéo. Sa vidéo avec Hafþór Júlíus Björnsson, homme le plus fort d'Europe, trois fois deuxième de The World's Strongest Man (L'Homme le plus fort du monde) et acteur de la série Game of Thrones l'a brièvement révélé au grand public. En 2020, il a rencontré Eddie Hall et Larry Wheels. En 2024, il a réalisé des vidéos avec Brian Shaw et en 2025 avec Magnus Midtbø.

## Armbet
En 2020, il crée le premier réseau social dédié au bras de fer sportif, Armbet. L'application permet de se mettre en relation avec d'autre ferristes partout dans le monde. Début décembre 2020, Armbet compte plus de 23 000 inscrits.

## Famille
Il est marié à l'actrice et ferriste professionnelle Jodi Larratt depuis 2003,.